# ブレインウォッシュド
『ブレインウォッシュド』(Brainwashed)は、2002年11月18日に発売されたイギリスのミュージシャンであるジョージ・ハリスンのアルバム。ジョージは発売前年の2001年11月29日に死去しており、本アルバムが遺作となった。

## 解説
ジョージ・ハリスンの生前より制作が進められ、没後にプロデューサーのジェフ・リンとジョージの息子であるダーニ・ハリスンが編集し直し、完成させたものである。
本作は第46回グラミー賞アルバム・オブ・ザ・イヤーにノミネートされた。また、アルバム収録曲からは1曲目のAny Roadが同賞においてベストポップソング部門にノミネート、6曲目のMarwa Bluesはベストポップインストゥルメンタルパフォーマンス賞を受賞した。

## 収録曲
※全作詞・作曲：ジョージ・ハリスン（特記除く）。
1. エニイ・ロード - Any Road (3:51)
2. ヴァチカン・ブルース - P2 Vatican Blues(Last Saturday Night) (2:38)
3. 魚座 - Pisces Fish (4:50)
4. ルッキング・フォー・マイ・ライフ - Looking For My Life (3:49)
5. 悠久の輝き - Rising Sun (5:27)
6. マルワ・ブルース - Marwa Blues (3:40) ※インストゥルメンタル
7. あの空の彼方へ - Stuck Inside A Cloud (4:03)
8. ラン・ソー・ファー - Run So Far (4:05)
9. ネヴァー・ゲット・オーヴァー・ユー - Never Get Over You (3:25)
10. 絶体絶命 - Between The Devil And The Deep Blue Sea (2:34)
(Harold Arlen/Ted Kohen)
キャブ・キャロウェイのカヴァー
11. ロッキング・チェアー・イン・ハワイ - Rocking Chair In Hawaii (3:07)
12. ブレインウォッシュド - Brainwashed (6:07)

## 演奏者
- George Harrison - Vocals、Guitar、Ukulele、Bass、Keyboards、Finger Cymbals
- Jeff Lynne - Guitar、Bass、Keyboards、Backing Vocals
- Dhani Harrison - Guitar、Wurlitzer、Backing Vocals
- Mark Flanagan - Acoustic Guitar
- Joe Brown - Acoustic Guitar
- Herbie Flowers - Bass、Tuba
- Mike Moran - Keyboards
- Marc Mann - Keyboards、Strings Arrange
- Jools Holland - Piano
- Jon Lord - Piano
- Jim Keltner - Drums
- Ray Cooper - Drums、Percussion
- Bikram Ghosh - Tabla
- Jane Lister - Harp
- Sam Brown - Backing Vocals